# Hamadryas colombicola
Hamadryas colombicola är en fjärilsart som beskrevs av Johannes Karl Max Röber 1927. Hamadryas colombicola ingår i släktet Hamadryas och familjen praktfjärilar. Inga underarter finns listade i Catalogue of Life.